# Sint-Truidense VV in het seizoen 2009/10
Sint-Truiden kwam in het seizoen 2009/10 uit in de Belgische Eerste Klasse, nadat het vorig seizoen kampioen werd in Tweede Klasse en dus promoveerde naar de hoogste klasse.

## Overzicht
Na één seizoen in Tweede Klasse mocht Sint-Truiden opnieuw zijn opwachting maken op het hoogste niveau. Coach Guido Brepoels maakte voor de start van het seizoen bekend dat hij tevreden zou zijn met een plek in de top 14. Op 31 juli mocht de kampioen uit Tweede Klasse het opnemen tegen de kampioen van Eerste Klasse: Standard Luik. Na een enerverende wedstrijd (waarin Standard een penalty, die twee keer genomen moest worden, ook twee maal miste), werd het uiteindelijk 2-2. Na een gelijkspel tegen Sporting Charleroi wist Sint-Truiden drie wedstrijden op rij te winnen. Dit had tot gevolg dat de ploeg in een rechtstreeks duel met RSC Anderlecht mocht strijden om de leiding. Op Stayen werd het absolute hoogtepunt van het seizoen geboekt: Sint-Truiden won met 2-1 en stond voor het eerst in 44 jaar weer aan de leiding van Eerste Klasse. De week erop wist de ploeg ook nog van KV Kortrijk te winnen, waardoor STVV zich in totaal twee speeldagen de beste ploeg van het land mocht noemen.
Daarna ging het snel bergaf voor de Limburgse ploeg. STVV verloor maar liefst zeven wedstrijden op rij. Dankzij de goede seizoensstart stond de ploeg wel nog steeds negende. Met een gelijkspel tegen Cercle Brugge werd de ban gebroken, en een week later wist Sint-Truiden de landskampioen in eigen huis met 2-0 te verslaan. Sint-Truiden steeg terug in het klassement, en streed onverwacht mee voor een plek in Play-off I, waar de beste zes ploegen aan mochten deelnemen. Op de vijfentwintigste speeldag werd in het Constant Vanden Stockstadion gewonnen van Anderlecht. Deze zege leverde de club de vijfde plaats op, die nog vijf speeldagen verdedigd moest worden. Samen met SV Zulte Waregem en Standard Luik werd gestreden om de vijfde en zesde plaats. Nadat ook in Gent werd gewonnen en thuis gelijk werd gespeeld tegen Club Brugge, kon thuis tegen Germinal Beerschot de kwalificatie veilig gesteld worden. Dat gebeurde: STVV won met 2-0. Op de laatste speeldag werd verloren van Cercle Brugge. Sint-Truiden eindigde de reguliere competitie met 42 punten op een vijfde plaats.
Voor de start van Play-off I werd Sint-Truiden een laatste plek toebedeeld, maar de troepen van Guido Brepoels toonden meteen hun ambitie: thuis werd gelijkgespeeld tegen Club Brugge. In de daaropvolgende weken werd uit gewonnen van Zulte Waregem en KV Kortrijk, waardoor de vierde plek, die recht geeft op barragewedstrijden voor een plek in de UEFA Europa League, al zeer vroeg zo goed als veilig gesteld werd. Vervolgens werd Anderlecht op 1-1 gehouden, waardoor de latere kampioen voor de derde keer op rij niet wist te winnen van Sint-Truiden. Er werd gelijkgespeeld in en tegen AA Gent en thuis werd KV Kortrijk opnieuw verslagen. Na zes speeldagen stond de Haspengouwse club op de vierde plaats. Thuis werd verloren van Zulte Waregem, enkele dagen later was ook Club Brugge te sterk. Echter, door het verlies van Zulte Waregem en KV Kortrijk op dezelfde speeldag, werd de vierde plek definitief binnengehaald.
De vierde plek hield in dat Sint-Truiden met KRC Genk in een Limburgs onderonsje mocht uitmaken wie naar de derde voorronde van de Europa League mocht. Sint-Truiden moest uiteindelijk het onderspit delven met twee zeges voor KRC Genk: 1-0 en 2-3. Na afloop van het seizoen werd Simon Mignolet daarenboven verkozen tot Keeper van het Jaar.

## Ploegsamenstelling
| Nr. | Naam                       | Positie      | Nationaliteit | Geboortedatum    |
| --- | -------------------------- | ------------ | ------------- | ---------------- |
| 1   | Tom Muyters                | Doelman      | België        | 5 december 1984  |
| 2   | Wim Mennes                 | Middenvelder | België        | 25 januari 1977  |
| 3   | Vincent Euvrard            | Verdediger   | België        | 12 maart 1982    |
| 5   | Mario Cantaluppi           | Verdediger   | Zwitserland   | 11 april 1974    |
| 6   | Ludovic Buysens            | Verdediger   | België        | 13 maart 1986    |
| 7   | Alex da Silva              | Middenvelder | Brazilië      | 15 augustus 1983 |
| 8   | Denis Odoi                 | Verdediger   | België        | 27 mei 1988      |
| 9   | Sébastien Siani            | Aanvaller    | Kameroen      | 21 december 1986 |
| 10  | Jonathan Wilmet            | Aanvaller    | België        | 7 januari 1986   |
| 11  | Issame Charaï              | Aanvaller    | België        | 11 mei 1982      |
| 12  | Hervé Anselme Ndjana Onana | Aanvaller    | Kameroen      | 1 juni 1987      |
| 13  | Cephas Chimedza            | Middenvelder | Zimbabwe      | 5 december 1984  |
| 14  | Marc Wagemakers            | Verdediger   | België        | 7 juni 1978      |
| 15  | Massimo Moia               | Verdediger   | België        | 9 maart 1987     |
| 16  | Jeroen Appeltans           | Middenvelder | België        | 27 augustus 1990 |
| 17  | Peter Delorge              | Middenvelder | België        | 19 april 1980    |
| 18  | Nils Schouterden           | Middenvelder | België        | 14 december 1988 |
| 19  | Ibrahima Sidibe            | Aanvaller    | Senegal       | 10 augustus 1980 |
| 20  | Pieter Thijs               | Verdediger   | België        | 24 maart 1987    |
| 22  | Simon Mignolet             | Doelman      | België        | 6 augustus 1988  |
| 23  | Yorick Antheunis           | Middenvelder | België        | 26 juni 1991     |
| 24  | Giel Deferm                | Verdediger   | België        | 30 juni 1988     |

### Trainersstaf
- Guido Brepoels (hoofdcoach)
- Poll Peeters (hulptrainer)
- Peter Voets (hulptrainer)

### Transfers
| - Ludovic Buysens (RAEC Bergen) - Alex da Silva (KRC Genk) - Massimo Moia (Sporting Charleroi) - Denis Odoi (Oud-Heverlee Leuven) - Hervé Anselme Ndjana Onana (KV Red Star Waasland) - Nils Schouterden (Oud-Heverlee Leuven) | - Sander Debroux (Oud-Heverlee Leuven) - Marc Hendrikx (KAS Eupen) - Daan Vaesen (Oud-Heverlee Leuven) - Kurt Weuts (Oud-Heverlee Leuven) |

## Oefenwedstrijden
|                                   |                     |       |               |  |
| Zaterdag 20 juni 2009, 18:00 uur  | Herk-de-Stad FC     | 0 - 4 | Sint-Truiden  |  |
|                                   |                     |       |               |  |
|                                   |                     |       |               |  |
| Zondag 21 juni 2009, 16:00 uur    | Herk Sport Hasselt  | 0 - 2 | Sint-Truiden  |  |
|                                   |                     |       |               |  |
|                                   |                     |       |               |  |
| Donderdag 25 juni 2009, 19:30 uur | KVK Zepperen        | 1 - 7 | Sint-Truiden  |  |
|                                   |                     |       |               |  |
|                                   |                     |       |               |  |
| Zaterdag 11 juli 2009, 19:00 uur  | Oud-Heverlee Leuven | 1 - 2 | Sint-Truiden  |  |
|                                   |                     |       |               |  |
|                                   |                     |       |               |  |
| Woensdag 15 juli 2009, 20:00 uur  | Sint-Truiden        | 4 - 0 | SC Heerenveen |  |
|                                   |                     |       |               |  |
|                                   |                     |       |               |  |
| Woensdag 22 juli 2009, 19:30 uur  | Sint-Truiden        | 1 - 2 | Panionios     |  |
|                                   |                     |       |               |  |
|                                   |                     |       |               |  |
| Zaterdag 25 juli 2009, 18:00 uur  | FC Brussels         | 1 - 5 | Sint-Truiden  |  |
|                                   |                     |       |               |  |

## Eerste Klasse

### Reguliere competitie

#### Wedstrijden
| | |       | | |
| Vrijdag 31 juli 2009, 20:30 uur | Standard Luik | 2 - 2 | Sint-Truiden | |
| Maurice Dufrasnestadion, Luik Toeschouwers: 26.500 Scheidsrechter: Luc Wouters Speeldag 1 Eerste Klasse 2009-10 | Igor De Camargo 38' Tomislav Mikulić 48' Igor De Camargo 56'                                                                                          |       | 24' Cephas Chimedza 28' Marc Wagemakers 63' Mario Cantaluppi 64' Denis Odoi 73' Vincent Euvrard                                                                                     | Opstelling Sint-Truiden: Simon Mignolet, Mario Cantaluppi, Marc Wagemakers, Vincent Euvrard, Denis Odoi, Wim Mennes, Peter Delorge, Jonathan Wilmet, Alex da Silva, Ibrahima Sidibe, Cephas Chimedza Wissels Sint-Truiden: 67' Alex da Silva Hervé Anselme Ndjana Onana 81' Marc Wagemakers Ludovic Buysens 86' Cephas Chimedza Jeroen Appeltans              |
| | |       | | |
| Zaterdag 8 augustus 2009, 20:00 uur | Sint-Truiden | 0 - 0 | Sporting Charleroi | |
| Stayen, Sint-Truiden Toeschouwers: 7.486 Scheidsrechter: Sam Loeman Speeldag 2 Eerste Klasse 2009-10 | Cephas Chimedza 88' |       | 37' Grégory Christ 43' Jan Lella | Opstelling Sint-Truiden: Simon Mignolet, Mario Cantaluppi, Marc Wagemakers, Vincent Euvrard, Denis Odoi, Wim Mennes, Peter Delorge, Cephas Chimedza, Ibrahima Sidibe, Jonathan Wilmet, Alex da Silva Wissels Sint-Truiden: 66' Alex da Silva Hervé Anselme Ndjana Onana                                                                                       |
| | |       | | |
| Zaterdag 15 augustus 2009, 20:00 uur | KSC Lokeren | 1 - 2 | Sint-Truiden | |
| Daknamstadion, Lokeren Toeschouwers: 4.821 Scheidsrechter: Philippe Flament Speeldag 3 Eerste Klasse 2009-10 | Marcel Mbayo 64' Donovan Deekman 67' Olivier Doll 87'                                                                                                 |       | 50' Ibrahima Sidibe 66' Denis Odoi 76' Alex da Silva 66' Cephas Chimedza | Opstelling Sint-Truiden: Simon Mignolet, Mario Cantaluppi, Marc Wagemakers, Vincent Euvrard, Denis Odoi, Wim Mennes, Peter Delorge, Jonathan Wilmet, Alex da Silva, Ibrahima Sidibe, Cephas Chimedza Wissels Sint-Truiden: 84' Alex da Silva Hervé Anselme Ndjana Onana 90+1' Ibrahima Sidibe Ludovic Buysens                                                 |
| | |       | | |
| Zaterdag 22 augustus 2009, 20:00 uur | Sint-Truiden | 2 - 1 | KSV Roeselare | |
| Stayen, Sint-Truiden Toeschouwers: 7.484 Scheidsrechter: Christof Virant Speeldag 4 Eerste Klasse 2009-10 | Alex da Silva 35' Jonathan Wilmet 70' Ibrahima Sidibe 77'                                                                                             |       | 34' Jurgen Sierens 64' Samir El Gaaouiri 81' Štěpán Kučera 90+2' Samir El Gaaouiri                                                                                                  | Opstelling Sint-Truiden: Simon Mignolet, Mario Cantaluppi, Marc Wagemakers, Vincent Euvrard, Denis Odoi, Wim Mennes, Peter Delorge, Jonathan Wilmet, Alex da Silva, Ibrahima Sidibe, Cephas Chimedza Wissels Sint-Truiden: 66' Peter Delorge Hervé Anselme Ndjana Onana 83' Jonathan Wilmet Ludovic Buysens 90+2' Alex da Silva Jeroen Appeltans              |
| | |       | | |
| Zaterdag 29 augustus 2009, 20:00 uur | KV Mechelen | 0 - 2 | Sint-Truiden | |
| Achter De Kazerne, Mechelen Toeschouwers: 12.530 Scheidsrechter: Joeri Van de Velde Speeldag 5 Eerste Klasse 2009-10 | |       | 17' Ibrahima Sidibe 22' Vincent Euvrard 33' Denis Odoi 63' Jonathan Wilmet 68' Jonathan Wilmet 82' Ibrahima Sidibe                                                                  | Opstelling Sint-Truiden: Simon Mignolet, Mario Cantaluppi, Marc Wagemakers, Vincent Euvrard, Denis Odoi, Wim Mennes, Peter Delorge, Cephas Chimedza, Jonathan Wilmet, Alex da Silva, Ibrahima Sidibe Wissels Sint-Truiden: 46' Wim Mennes Hervé Anselme Ndjana Onana 77' Jonathan Wilmet Ludovic Buysens                                                      |
| | |       | | |
| Zaterdag 12 september 2009, 18:00 uur | Sint-Truiden | 2 - 1 | RSC Anderlecht | |
| Stayen, Sint-Truiden Toeschouwers: 11.337 Scheidsrechter: Johan Verbist Speeldag 6 Eerste Klasse 2009-10 | Cephas Chimedza 6' Ibrahima Sidibe 9' Wim Mennes 27' Peter Delorge 52'                                                                                |       | 31' Ondřej Mazuch 38' Thomas Chatelle 57' Jelle Van Damme 83' Roland Juhász | Opstelling Sint-Truiden: Simon Mignolet, Mario Cantaluppi, Marc Wagemakers, Vincent Euvrard, Denis Odoi, Wim Mennes, Peter Delorge, Alex da Silva, Ibrahima Sidibe, Cephas Chimedza, Jonathan Wilmet Wissels Sint-Truiden: 66' Peter Delorge Hervé Anselme Ndjana Onana 82' Jonathan Wilmet Ludovic Buysens 90+1' Alex da Silva Jeroen Appeltans              |
| | |       | | |
| Zaterdag 19 september 2009, 20:00 uur | KV Kortrijk | 0 - 1 | Sint-Truiden | |
| Guldensporenstadion, Kortrijk Toeschouwers: 6.300 Scheidsrechter: Jérôme Efong Nzolo Speeldag 7 Eerste Klasse 2009-10 | Brecht Capon 85' |       | 44' Ibrahima Sidibe 45+1' Peter Delorge 56' Denis Odoi 73' Marc Wagemakers 77' Simon Mignolet 83' Denis Odoi 86' Alex da Silva 89' Ludovic Buysens                                  | Opstelling Sint-Truiden: Simon Mignolet, Mario Cantaluppi, Marc Wagemakers, Vincent Euvrard, Denis Odoi, Wim Mennes, Peter Delorge, Cephas Chimedza, Jonathan Wilmet, Alex da Silva, Ibrahima Sidibe Wissels Sint-Truiden: 61' Jonathan Wilmet Hervé Anselme Ndjana Onana 89' Alex da Silva Ludovic Buysens                                                   |
| | |       | | |
| Dinsdag 22 september 2009, 20:30 uur | Sint-Truiden | 2 - 4 | KRC Genk | |
| Stayen, Sint-Truiden Toeschouwers: 11.337 Scheidsrechter: Paul Allaerts Speeldag 8 Eerste Klasse 2009-10 | Wim Mennes 17' Peter Delorge 23' Vincent Euvrard 64' Alex da Silva 79' Vincent Euvrard 90'                                                            |       | 6' Marvin Ogunjimi 13' Elyaniv Barda 14' Elyaniv Barda 33' Thomas Buffel 84' Moussa Koita                                                                                           | Opstelling Sint-Truiden: Simon Mignolet, Mario Cantaluppi, Marc Wagemakers, Vincent Euvrard, Massimo Moia, Wim Mennes, Peter Delorge, Jonathan Wilmet, Alex da Silva, Ibrahima Sidibe, Cephas Chimedza Wissels Sint-Truiden: 76' Peter Delorge Hervé Anselme Ndjana Onana                                                                                     |
| | |       | | |
| Zaterdag 26 september 2009, 20:00 uur | KVC Westerlo | 2 - 0 | Sint-Truiden | |
| 't Kuipje, Westerlo Toeschouwers: 6.500 Scheidsrechter: Christophe Delacour Speeldag 9 Eerste Klasse 2009-10 | Oleksandr Jakovenko 44' Oleksandr Jakovenko 87' |       | | Opstelling Sint-Truiden: Simon Mignolet, Mario Cantaluppi, Marc Wagemakers, Vincent Euvrard, Denis Odoi, Wim Mennes, Peter Delorge, Jonathan Wilmet, Alex da Silva, Ibrahima Sidibe, Cephas Chimedza Wissels Sint-Truiden: 65' Jonathan Wilmet Nils Schouterden 72' Marc Wagemakers Sébastien Siani 86' Peter Delorge Giel Deferm                             |
| | |       | | |
| Zaterdag 3 oktober 2009, 20:00 uur | Sint-Truiden | 1 - 2 | SV Zulte Waregem | |
| Stayen, Sint-Truiden Toeschouwers: 7.275 Scheidsrechter: Peter Vervecken Speeldag 10 Eerste Klasse 2009-10 | Vincent Euvrard 50' Wim Mennes 63' Ibrahima Sidibe 82'                                                                                                |       | 26' Chris Makiese 48' Sammy Bossut 50' Teddy Chevalier | Opstelling Sint-Truiden: Simon Mignolet, Vincent Euvrard, Ludovic Buysens, Massimo Moia, Denis Odoi, Wim Mennes, Peter Delorge, Alex da Silva, Giel Deferm, Ibrahima Sidibe, Hervé Anselme Ndjana Onana Wissels Sint-Truiden: 46' Giel Deferm Jonathan Wilmet 62' Alex da Silva Sébastien Siani                                                               |
| | |       | | |
| Zaterdag 17 oktober 2009, 20:00 uur | Excelsior Moeskroen | 2 - 1 | Sint-Truiden | |
| Le Canonnier, Moeskroen Toeschouwers: 3.740 Scheidsrechter: Joeri Van de Velde Speeldag 11 Eerste Klasse 2009-10 Opmerking: deze uitslag werd na het faillissement van Excelsior Moeskroen uit het klassement geschrapt.                                                         | Idir Ouali 11' Daan Van Gijseghem 20' Mathieu Assou-Ekotto 22' Okwunwanne Jaycee (pen.) 64'                                                           |       | 18' Denis Odoi 25' Wim Mennes 60' Mario Cantaluppi 87' Marc Wagemakers | Opstelling Sint-Truiden: Simon Mignolet, Mario Cantaluppi, Marc Wagemakers, Vincent Euvrard, Massimo Moia, Wim Mennes, Ludovic Buysens, Jonathan Wilmet, Denis Odoi, Nils Schouterden, Ibrahima Sidibe Wissels Sint-Truiden: 46' Massimo Moia Issame Charaï 70' Nils Schouterden Alex da Silva 83' Ludovic Buysens Hervé Anselme Ndjana Onana                 |
| | |       | | |
| Zaterdag 24 oktober 2009, 20:00 uur | Sint-Truiden | 1 - 2 | AA Gent | |
| Stayen, Sint-Truiden Toeschouwers: 7.406 Scheidsrechter: Stéphane Breda Speeldag 12 Eerste Klasse 2009-10 | Ibrahima Sidibe 45' Simon Mignolet 90+2' |       | 51' Roberto Rosales 57' Mbaye Leye 65' Adnan Čustović 85' Stef Wils 89' Christophe Lepoint                                                                                          | Opstelling Sint-Truiden: Simon Mignolet, Mario Cantaluppi, Marc Wagemakers, Vincent Euvrard, Denis Odoi, Wim Mennes, Alex da Silva, Nils Schouterden, Ibrahima Sidibe, Jonathan Wilmet, Jeroen Appeltans Wissels Sint-Truiden: 76' Nils Schouterden Hervé Anselme Ndjana Onana 80' Jeroen Appeltans Giel Deferm 84' Alex da Silva Issame Charaï               |
| | |       | | |
| Zaterdag 31 oktober 2009, 20:00 uur | Club Brugge | 1 - 0 | Sint-Truiden | |
| Jan Breydelstadion, Brugge Toeschouwers: 25.101 Scheidsrechter: Alain Hamer (Luxemburg) Speeldag 13 Eerste Klasse 2009-10 | Ronald Vargas 74' |       | 74' Alex da Silva | Opstelling Sint-Truiden: Simon Mignolet, Marc Wagemakers, Vincent Euvrard, Giel Deferm, Denis Odoi, Wim Mennes, Peter Delorge, Jeroen Appeltans, Nils Schouterden, Issame Charaï, Hervé Anselme Ndjana Onana Wissels Sint-Truiden: 66' Nils Schouterden Alex da Silva 79' Jeroen Appeltans Jonathan Wilmet                                                    |
| | |       | | |
| Zaterdag 7 november 2009, 20:00 uur | Germinal Beerschot | 4 - 1 | Sint-Truiden | |
| Olympisch Stadion, Antwerpen Toeschouwers: 9.532 Scheidsrechter: Alexandre Boucaut Speeldag 14 Eerste Klasse 2009-10 | Bart Goor 51' Tosin Dosunmu 66' Bart Goor 71' Tosin Dosunmu 71' Faris Haroun (pen.) 83' Bart Goor 89'                                                 |       | 26' Hervé Anselme Ndjana Onana 36' Alex da Silva 43' Giel Deferm 73' Nils Schouterden 82' Denis Odoi                                                                                | Opstelling Sint-Truiden: Simon Mignolet, Marc Wagemakers, Vincent Euvrard, Jeroen Appeltans, Giel Deferm, Peter Delorge, Jonathan Wilmet, Denis Odoi, Nils Schouterden, Issame Charaï, Hervé Anselme Ndjana Onana Wissels Sint-Truiden: 25' Marc Wagemakers Alex da Silva                                                                                     |
| | |       | | |
| Zaterdag 21 november 2009, 20:00 uur | Sint-Truiden | 1 - 1 | Cercle Brugge | |
| Stayen, Sint-Truiden Toeschouwers: 7.600 Scheidsrechter: Frank De Bleeckere Speeldag 15 Eerste Klasse 2009-10 | Peter Delorge 58' Vincent Euvrard 71' |       | 43' Oleg Jasjtsjoek 69' Vusumuzi Nyoni 87' Dejan Kelhar | Opstelling Sint-Truiden: Simon Mignolet, Mario Cantaluppi, Vincent Euvrard, Jeroen Appeltans, Giel Deferm, Wim Mennes, Peter Delorge, Marc Wagemakers, Alex da Silva, Ibrahima Sidibe, Hervé Anselme Ndjana Onana Wissels Sint-Truiden: 57' Jeroen Appeltans Cephas Chimedza 78' Hervé Anselme Ndjana Onana Issame Charaï                                     |
| | |       | | |
| Zondag 29 november 2009, 20:30 uur | Sint-Truiden | 2 - 0 | Standard Luik | |
| Stayen, Sint-Truiden Toeschouwers: 10.810 Scheidsrechter: Johan Verbist Speeldag 16 Eerste Klasse 2009-10 | Peter Delorge 11' Ibrahima Sidibe 64' Alex da Silva 73' Jonathan Wilmet 81' Hervé Anselme Ndjana Onana 83'                                            |       | 13' Victor Ramos 14' Benjamin Nicaise 54' Mehdi Carcela-Gonzalez 67' Réginal Goreux 78' Milan Jovanovic 83' Igor De Camargo                                                         | Opstelling Sint-Truiden: Simon Mignolet, Mario Cantaluppi, Vincent Euvrard, Giel Deferm, Denis Odoi, Wim Mennes, Peter Delorge, Ibrahima Sidibe, Alex da Silva, Nils Schouterden, Hervé Anselme Ndjana Onana Wissels Sint-Truiden: 45' Wim Mennes Cephas Chimedza 73' Alex da Silva Jonathan Wilmet 79' Nils Schouterden Ludovic Buysens                      |
| | |       | | |
| Zaterdag 5 december 2009, 20:00 uur | Sporting Charleroi | 0 - 0 | Sint-Truiden | |
| Stade du Pays de Charleroi, Charleroi Toeschouwers: 4.500 Scheidsrechter: Paul Allaerts Speeldag 17 Eerste Klasse 2009-10 | Adlène Guédioura 31' |       | 31' Simon Mignolet | Opstelling Sint-Truiden: Simon Mignolet, Mario Cantaluppi, Marc Wagemakers, Vincent Euvrard, Giel Deferm, Wim Mennes, Peter Delorge, Jonathan Wilmet, Hervé Anselme Ndjana Onana, Nils Schouterden, Ibrahima Sidibe Wissels Sint-Truiden: 46' Nils Schouterden Cephas Chimedza 62' Hervé Anselme Ndjana Onana Sébastien Siani                                 |
| | |       | | |
| Zaterdag 12 december 2009, 20:00 uur | Sint-Truiden | 0 - 2 | KV Kortrijk | |
| Stayen, Sint-Truiden Toeschouwers: 6.500 Scheidsrechter: Sébastien Delferière Speeldag 18 Eerste Klasse 2009-10 | Denis Odoi 24' Peter Delorge 87' |       | 6' Leon Benko 15' Nebojša Pavlović 31' Leon Benko 67' Loris Reina 73' Mohamed Messoudi 90+1' Christian Benteke                                                                      | Opstelling Sint-Truiden: Simon Mignolet, Mario Cantaluppi, Vincent Euvrard, Cephas Chimedza, Denis Odoi, Wim Mennes, Peter Delorge, Marc Wagemakers, Nils Schouterden, Ibrahima Sidibe, Jonathan Wilmet Wissels Sint-Truiden: 46' Jonathan Wilmet Hervé Anselme Ndjana Onana 85' Marc Wagemakers Sébastien Siani                                              |
| | |       | | |
| Zaterdag 19 december 2009, 20:00 uur | KSV Roeselare | 1 - 2 | Sint-Truiden | |
| Schiervelde, Roeselare Toeschouwers: 4.500 Scheidsrechter: Christof Dierick Speeldag 19 Eerste Klasse 2009-10 | Stefan Nikolić 79' |       | 36' Mario Cantaluppi 80' Jonathan Wilmet 90+2' Marc Wagemakers | Opstelling Sint-Truiden: Simon Mignolet, Mario Cantaluppi, Marc Wagemakers, Vincent Euvrard, Denis Odoi, Wim Mennes, Issame Charaï, Cephas Chimedza, Nils Schouterden, Ibrahima Sidibe, Hervé Anselme Ndjana Onana Wissels Sint-Truiden: 68' Hervé Anselme Ndjana Onana Jonathan Wilmet 76' Nils Schouterden Sébastien Siani                                  |
| | |       | | |
| Zaterdag 26 december 2009, 20:00 uur | Sint-Truiden | 5 - 2 | KV Mechelen | |
| Stayen, Sint-Truiden Toeschouwers: 8.521 Scheidsrechter: Christof Virant Speeldag 20 Eerste Klasse 2009-10 | Ibrahima Sidibe 29' Vincent Euvrard 29' Nils Schouterden 38' Nils Schouterden 41' Issame Charaï 65' Cephas Chimedza (pen.) 88' Nils Schouterden 90+1' |       | 17' Kenny Van Hoevelen 28' Julien Gorius 30' Julien Gorius 35' Joachim Mununga 44' Antonio Ghomsi 47' Koen Persoons 62' Antonio Ghomsi 67' Kenneth Van Goethem 81' Giuseppe Rossini | Opstelling Sint-Truiden: Simon Mignolet, Mario Cantaluppi, Marc Wagemakers, Vincent Euvrard, Denis Odoi, Wim Mennes, Issame Charaï, Cephas Chimedza, Nils Schouterden, Ibrahima Sidibe, Hervé Anselme Ndjana Onana Wissels Sint-Truiden: 59' Hervé Anselme Ndjana Onana Peter Delorge 84' Issame Charaï Jonathan Wilmet 90+1' Vincent Euvrard Ludovic Buysens |
| | |       | | |
| Dinsdag 29 december 2009, 19:45 uur | KRC Genk | 0 - 0 | Sint-Truiden | |
| Cristal Arena, Genk Toeschouwers: 21.031 Scheidsrechter: Frank De Bleeckere Speeldag 21 Eerste Klasse 2009-10 | Anele Ngcongca 29' |       | 6' Vincent Euvrard 41' Wim Mennes | Opstelling Sint-Truiden: Simon Mignolet, Mario Cantaluppi, Marc Wagemakers, Vincent Euvrard, Denis Odoi, Wim Mennes, Issame Charaï, Cephas Chimedza, Hervé Anselme Ndjana Onana, Nils Schouterden, Ibrahima Sidibe Wissels Sint-Truiden: 46' Hervé Anselme Ndjana Onana Jonathan Wilmet 71' Nils Schouterden Peter Delorge 76' Issame Charaï Sébastien Siani  |
| | |       | | |
| Zaterdag 16 januari 2010, 20:00 uur | Sint-Truiden | 2 - 1 | KSC Lokeren | |
| Stayen, Sint-Truiden Toeschouwers: 7.015 Scheidsrechter: Stéphane Breda Speeldag 22 Eerste Klasse 2009-10 | Ibrahima Sidibe 16' Peter Delorge 52' Wim Mennes 82' Ibrahima Sidibe 83'                                                                              |       | 17' Ibrahima Gueye 17' Jugoslav Lazic 24' Marcel Mbayo 39' Ibrahima Gueye | Opstelling Sint-Truiden: Simon Mignolet, Mario Cantaluppi, Marc Wagemakers, Ludovic Buysens, Denis Odoi, Wim Mennes, Peter Delorge, Cephas Chimedza, Jonathan Wilmet, Ibrahima Sidibe, Hervé Anselme Ndjana Onana Wissels Sint-Truiden: 64' Hervé Anselme Ndjana Onana Issame Charaï                                                                          |
| | |       | | |
| Zaterdag 23 januari 2010, 20:00 uur | SV Zulte Waregem | 2 - 0 | Sint-Truiden | |
| Regenboogstadion, Waregem Toeschouwers: 6.876 Scheidsrechter: Sébastien Delferière Speeldag 23 Eerste Klasse 2009-10 | Karel D'Haene 73' |       | 18' Mario Cantaluppi 39' Cephas Chimedza | Opstelling Sint-Truiden: Simon Mignolet, Wim Mennes, Mario Cantaluppi, Vincent Euvrard, Denis Odoi, Peter Delorge, Marc Wagemakers, Cephas Chimedza, Jonathan Wilmet, Sébastien Siani, Ibrahima Sidibe Wissels Sint-Truiden: 66' Marc Wagemakers Giel Deferm 85' Wim Mennes Hervé Anselme Ndjana Onana                                                        |
| | |       | | |
| Woensdag 3 februari 2010, 20:30 uur | Sint-Truiden | 0 - 1 | KVC Westerlo | |
| Stayen, Sint-Truiden Toeschouwers: 7.223 Scheidsrechter: Sam Loeman Speeldag 24 Eerste Klasse 2009-10 Opmerking: deze wedstrijd stond gepland op zaterdag 30 januari 2010, maar werd uitgesteld zodat de inhaalmatch Club Brugge - KVC Westerlo op zaterdag gespeeld kon worden. | Ibrahima Sidibe 15' |       | 58' Dieter Dekelver 74' Joris Van Hout | Opstelling Sint-Truiden: Simon Mignolet, Mario Cantaluppi, Marc Wagemakers, Vincent Euvrard, Denis Odoi, Wim Mennes, Peter Delorge, Cephas Chimedza, Jonathan Wilmet, Ibrahima Sidibe, Nils Schouterden Wissels Sint-Truiden: 82' Mario Cantaluppi Hervé Anselme Ndjana Onana 82' Peter Delorge Sébastien Siani                                               |
| | |       | | |
| Zaterdag 6 februari 2010, 20:00 uur | RSC Anderlecht | 1 - 2 | Sint-Truiden | |
| Constant Vanden Stockstadion, Anderlecht Toeschouwers: 23.366 Scheidsrechter: Stéphane Breda Speeldag 25 Eerste Klasse 2009-10 | Jelle Van Damme 24' Guillaume Gillet 35' Jelle Van Damme 89'                                                                                          |       | 30' Peter Delorge 31' Jonathan Wilmet 33' Ludovic Buysens 52' Peter Delorge 89' (pen.) Cephas Chimedza                                                                              | Opstelling Sint-Truiden: Simon Mignolet, Mario Cantaluppi, Vincent Euvrard, Ludovic Buysens, Denis Odoi, Wim Mennes, Peter Delorge, Cephas Chimedza, Jonathan Wilmet, Nils Schouterden, Ibrahima Sidibe Wissels Sint-Truiden: 78' Nils Schouterden Sébastien Siani 90+1' Cephas Chimedza Issame Charaï                                                        |
| | |       | | |
| Zaterdag 13 februari 2010, 20:00 uur | Sint-Truiden | -     | Excelsior Moeskroen | |
| Stayen, Sint-Truiden Toeschouwers: n.v.t. Scheidsrechter: n.v.t. Speeldag 26 Eerste Klasse 2009-10 Opmerking: deze wedstrijd werd afgelast vanwege het faillissement van Excelsior Moeskroen.                                                                                    | |       | | |
| | |       | | |
| Zaterdag 20 februari 2010, 20:00 uur | AA Gent | 0 - 1 | Sint-Truiden | |
| Jules Ottenstadion, Gent Toeschouwers: 11.240 Scheidsrechter: Benoni Burie Speeldag 27 Eerste Klasse 2009-10 | |       | 50' Cephas Chimedza 85' Ludovic Buysens | Opstelling Sint-Truiden: Simon Mignolet, Mario Cantaluppi, Vincent Euvrard, Ludovic Buysens, Denis Odoi, Wim Mennes, Peter Delorge, Cephas Chimedza, Ibrahima Sidibe, Jonathan Wilmet, Nils Schouterden Wissels Sint-Truiden: 90+3' Jonathan Wilmet Sébastien Siani                                                                                           |
| | |       | | |
| Zondag 28 februari 2010, 18:30 uur | Sint-Truiden | 1 - 1 | Club Brugge | |
| Stayen, Sint-Truiden Toeschouwers: 8.000 Scheidsrechter: Laurent Colemonts Speeldag 28 Eerste Klasse 2009-10 | Wim Mennes 32' Ibrahima Sidibe 48' Denis Odoi 56' Vincent Euvrard 58' Peter Delorge 66'                                                               |       | 33' Ivan Perisic 59' (pen.) Wesley Sonck 68' Karel Geraerts 90+1' Stijn Stijnen | Opstelling Sint-Truiden: Simon Mignolet, Mario Cantaluppi, Peter Delorge, Vincent Euvrard, Denis Odoi, Wim Mennes, Ludovic Buysens, Cephas Chimedza, Jonathan Wilmet, Nils Schouterden, Ibrahima Sidibe Wissels Sint-Truiden: 78' Nils Schouterden Hervé Anselme Ndjana Onana                                                                                 |
| | |       | | |
| Zondag 14 maart 2010, 20:00 uur | Sint-Truiden | 2 - 0 | Germinal Beerschot | |
| Stayen, Sint-Truiden Toeschouwers: 9.325 Scheidsrechter: Frank De Bleeckere Speeldag 29 Eerste Klasse 2009-10 | Ibrahima Sidibe 65' Marc Wagemakers 68' Hervé Anselme Ndjana Onana 84'                                                                                |       | 29' Dawid Janczyk 55' Philippe Clement 74' Daniel Cruz | Opstelling Sint-Truiden: Tom Muyters, Mario Cantaluppi, Marc Wagemakers, Vincent Euvrard, Ludovic Buysens, Wim Mennes, Peter Delorge, Cephas Chimedza, Jonathan Wilmet, Nils Schouterden, Ibrahima Sidibe Wissels Sint-Truiden: 63' Nils Schouterden Hervé Anselme Ndjana Onana 83' Cephas Chimedza Jeroen Appeltans 90' Ibrahima Sidibe Giel Deferm          |
| | |       | | |
| Zondag 21 maart 2010, 20:00 uur | Cercle Brugge | 3 - 1 | Sint-Truiden | |
| Jan Breydelstadion, Brugge Toeschouwers: 7.000 Scheidsrechter: Alain Hamer (Luxemburg) Speeldag 30 Eerste Klasse 2009-10 | Vusumuzi Nyoni 37' Oleg Jasjtsjoek 41' Vusumuzi Nyoni 55' Jelle Vossen 74' Reynaldo dos Santos Silva 90+1' Reynaldo dos Santos Silva 90+1'            |       | 7' Peter Delorge 86' Ibrahima Sidibe 89' Mario Cantaluppi | Opstelling Sint-Truiden: Tom Muyters, Mario Cantaluppi, Vincent Euvrard, Ludovic Buysens, Denis Odoi, Wim Mennes, Peter Delorge, Cephas Chimedza, Nils Schouterden, Ibrahima Sidibe, Jonathan Wilmet Wissels Sint-Truiden: 61' Jonathan Wilmet Hervé Anselme Ndjana Onana 75' Ludovic Buysens Jeroen Appeltans 77' Wim Mennes Giel Deferm                     |

#### Resultaten per speeldag
| Speeldag  | 1 | 2 | 3 | 4 | 5  | 6  | 7  | 8  | 9  | 10 | 11 | 12 | 13 | 14 | 15 | 16 | 17 | 18 | 19 | 20 | 21 | 22 | 23 | 24 | 25 | 26 | 27 | 28 | 29 | 30 |
| --------- | - | - | - | - | -- | -- | -- | -- | -- | -- | -- | -- | -- | -- | -- | -- | -- | -- | -- | -- | -- | -- | -- | -- | -- | -- | -- | -- | -- | -- |
| Resultaat | g | g | w | w | w  | w  | w  | v  | v  | v  |    | v  | v  | v  | g  | w  | g  | v  | w  | w  | g  | w  | v  | v  | w  |    | w  | g  | w  | v  |
| Punten    | 1 | 2 | 5 | 8 | 11 | 14 | 17 | 17 | 17 | 17 |    | 17 | 17 | 17 | 18 | 21 | 22 | 22 | 25 | 28 | 29 | 32 | 32 | 32 | 35 |    | 38 | 39 | 42 | 42 |
| Positie   | 6 | 8 | 6 | 4 | 2  | 1  | 1  | 3  | 3  | 5  |    | 8  | 8  | 9  | 9  | 8  | 9  | 10 | 8  | 8  | 6  | 4  | 5  | 5  | 5  |    | 5  | 5  | 5  | 5  |

De eerste wedstrijd tegen Excelsior Moeskroen (speeldag 11) werd na het faillissement van de club uit het klassement verwijderd, de tweede wedstrijd (speeldag 26) werd niet gespeeld.

#### Eindstand
| Pl. | Club                | Gesp. | W  | G  | V  | GV | GT | Ptn. | Kwalificatie of degradatie   |
| --- | ------------------- | ----- | -- | -- | -- | -- | -- | ---- | ---------------------------- |
| 1   | RSC Anderlecht      | 28    | 22 | 3  | 3  | 62 | 20 | 69   | Play-off I                   |
| 2   | Club Brugge         | 28    | 17 | 6  | 5  | 52 | 34 | 57   | Play-off I                   |
| 3   | AA Gent             | 28    | 14 | 7  | 7  | 49 | 30 | 49   | Play-off I                   |
| 4   | KV Kortrijk         | 28    | 12 | 9  | 7  | 39 | 30 | 45   | Play-off I                   |
| 5   | Sint-Truiden        | 28    | 12 | 6  | 10 | 35 | 35 | 42   | Play-off I                   |
| 6   | SV Zulte Waregem    | 28    | 10 | 11 | 7  | 39 | 32 | 41   | Play-off I                   |
| 7   | KV Mechelen         | 28    | 12 | 3  | 13 | 36 | 46 | 39   | Play-off II                  |
| 8   | Standard Luik       | 28    | 10 | 9  | 9  | 38 | 34 | 39   | Play-off II                  |
| 9   | Cercle Brugge       | 28    | 11 | 5  | 12 | 45 | 40 | 38   | Play-off II                  |
| 10  | Germinal Beerschot  | 28    | 9  | 8  | 11 | 30 | 43 | 35   | Play-off II                  |
| 11  | KRC Genk            | 28    | 8  | 10 | 10 | 33 | 31 | 34   | Play-off II                  |
| 12  | KVC Westerlo        | 28    | 8  | 8  | 12 | 28 | 34 | 32   | Play-off II                  |
| 13  | Sporting Charleroi  | 28    | 5  | 8  | 15 | 28 | 45 | 23   | Play-off II                  |
| 14  | KSC Lokeren         | 28    | 5  | 3  | 20 | 22 | 54 | 18   | Play-off II                  |
| 15  | KSV Roeselare       | 28    | 4  | 6  | 18 | 29 | 58 | 18   | Eindronde voor degradatie    |
| 16  | Excelsior Moeskroen | 0     | 0  | 0  | 0  | 0  | 0  | 0    | Degradatie naar Derde Klasse |

### Play-off I

#### Wedstrijden
| | |       | | |
| Zaterdag 27 maart 2010, 18:30 uur                                                                                  | Sint-Truiden                                                                                                  | 0 - 0 | Club Brugge | |
| Stayen, Sint-Truiden Toeschouwers: 8.385 Scheidsrechter: Stéphane Breda Speeldag 1 Play-off I                      | Peter Delorge 81'                                                                                             |       | 28' Jeroen Simaeys 76' Vadis Odjidja-Ofoe | Opstelling Sint-Truiden: Simon Mignolet, Marc Wagemakers, Vincent Euvrard, Ludovic Buysens, Denis Odoi, Wim Mennes, Peter Delorge, Jeroen Appeltans, Nils Schouterden, Issame Charaï, Hervé Anselme Ndjana Onana Wissels Sint-Truiden: 58' Issame Charaï Sébastien Siani 78' Jeroen Appeltans Giel Deferm 90+3' Hervé Anselme Ndjana Onana Yorick Antheunis |
| | |       | | |
| Woensdag 31 maart 2010, 20:30 uur                                                                                  | SV Zulte Waregem                                                                                              | 1 - 2 | Sint-Truiden | |
| Regenboogstadion, Waregem Toeschouwers: 8.000 Scheidsrechter: Joeri Van de Velde Speeldag 2 Play-off I             | Bart Buysse 82'                                                                                               |       | 41' Peter Delorge 50' Denis Odoi 63' Sébastien Siani 67' Wim Mennes 75' Sébastien Siani                                                                 | Opstelling Sint-Truiden: Simon Mignolet, Marc Wagemakers, Vincent Euvrard, Ludovic Buysens, Denis Odoi, Wim Mennes, Peter Delorge, Sébastien Siani, Jeroen Appeltans, Nils Schouterden, Ibrahima Sidibe Wissels Sint-Truiden: 59' Jeroen Appeltans Jonathan Wilmet 90+1' Nils Schouterden Hervé Anselme Ndjana Onana                                        |
| | |       | | |
| Maandag 5 april 2010, 18:00 uur                                                                                    | KV Kortrijk                                                                                                   | 1 - 2 | Sint-Truiden | |
| Guldensporenstadion, Kortrijk Toeschouwers: 7.000 Scheidsrechter: Frank De Bleeckere Speeldag 3 Play-off I         | Davy De Beule 15' Sven Kums 90+1'                                                                             |       | 31' Ibrahima Sidibe 49' Peter Delorge 65' Jonathan Wilmet                                                                                               | Opstelling Sint-Truiden: Simon Mignolet, Marc Wagemakers, Vincent Euvrard, Ludovic Buysens, Denis Odoi, Wim Mennes, Peter Delorge, Sébastien Siani, Nils Schouterden, Ibrahima Sidibe, Jonathan Wilmet Wissels Sint-Truiden: 46' Nils Schouterden Cephas Chimedza 83' Jonathan Wilmet Hervé Anselme Ndjana Onana                                            |
| | |       | | |
| Vrijdag 9 april 2010, 20:30 uur                                                                                    | RSC Anderlecht                                                                                                | 1 - 1 | Sint-Truiden | |
| Stayen, Sint-Truiden Toeschouwers: 10.000 Scheidsrechter: Jérôme Efong Nzolo Speeldag 4 Play-off I                 | Nils Schouterden 31' Marc Wagemakers 63' Peter Delorge 75'                                                    |       | 30' Mbark Boussoufa 44' Matias Suarez 61' Roland Juhász                                                                                                 | Opstelling Sint-Truiden: Simon Mignolet, Marc Wagemakers, Vincent Euvrard, Ludovic Buysens, Denis Odoi, Wim Mennes, Peter Delorge, Jonathan Wilmet, Sébastien Siani, Nils Schouterden, Ibrahima Sidibe Wissels Sint-Truiden: 46' Nils Schouterden Cephas Chimedza 89' Sébastien Siani Hervé Anselme Ndjana Onana                                            |
| | |       | | |
| Woensdag 14 april 2010, 20:30 uur                                                                                  | AA Gent | 0 - 0 | Sint-Truiden | |
| Jules Ottenstadion, Gent Toeschouwers: 11.000 Scheidsrechter: Christof Dierick Speeldag 5 Play-off I               | |       | 12' Denis Odoi | Opstelling Sint-Truiden: Simon Mignolet, Mario Cantaluppi, Vincent Euvrard, Ludovic Buysens, Denis Odoi, Wim Mennes, Jonathan Wilmet, Sébastien Siani, Giel Deferm, Nils Schouterden, Ibrahima Sidibe Wissels Sint-Truiden: 62' Nils Schouterden Cephas Chimedza 90+1' Jonathan Wilmet Yorick Antheunis                                                     |
| | |       | | |
| Zaterdag 17 april 2010, 20:00 uur                                                                                  | Sint-Truiden                                                                                                  | 1 - 0 | KV Kortrijk | |
| Stayen, Sint-Truiden Toeschouwers: 8.500 Scheidsrechter: Sébastien Delferière Speeldag 6 Play-off I                | Simon Mignolet 4' Ludovic Buysens 31' Giel Deferm 45+1'                                                       |       | 6' Salah Bakour 76' Leon Benko | Opstelling Sint-Truiden: Simon Mignolet, Mario Cantaluppi, Vincent Euvrard, Ludovic Buysens, Denis Odoi, Wim Mennes, Jonathan Wilmet, Sébastien Siani, Giel Deferm, Nils Schouterden, Ibrahima Sidibe Wissels Sint-Truiden: 60' Nils Schouterden Cephas Chimedza 83' Sébastien Siani Hervé Anselme Ndjana Onana 90' Jonathan Wilmet Marc Wagemakers         |
| | |       | | |
| Zaterdag 24 april 2010, 20:00 uur                                                                                  | Sint-Truiden                                                                                                  | 1 - 2 | SV Zulte Waregem | |
| Stayen, Sint-Truiden Toeschouwers: 8.500 Scheidsrechter: Geert Barbry Speeldag 7 Play-off I                        | Vincent Euvrard 52'                                                                                           |       | 8' Ernest Nfor 23' (own) Miguel Dachelet 45+2' Ernest Nfor                                                                                              | Opstelling Sint-Truiden: Simon Mignolet, Mario Cantaluppi, Vincent Euvrard, Ludovic Buysens, Denis Odoi, Wim Mennes, Peter Delorge, Jonathan Wilmet, Sébastien Siani, Giel Deferm, Ibrahima Sidibe Wissels Sint-Truiden: 46' Giel Deferm Cephas Chimedza 67' Sébastien Siani Hervé Anselme Ndjana Onana                                                     |
| | |       | | |
| Zondag 2 mei 2010, 18:00 uur                                                                                       | Club Brugge                                                                                                   | 2 - 0 | Sint-Truiden | |
| Jan Breydelstadion, Brugge Toeschouwers: 22.472 Scheidsrechter: Joeri Van de Velde Speeldag 8 Play-off I           | Dorge Kouemaha 33' Ronald Vargas 44' Joseph Akpala 90+1'                                                      |       | 17' Denis Odoi 38' Ibrahima Sidibe 44' Mario Cantaluppi                                                                                                 | Opstelling Sint-Truiden: Simon Mignolet, Mario Cantaluppi, Vincent Euvrard, Ludovic Buysens, Denis Odoi, Wim Mennes, Peter Delorge, Marc Wagemakers, Cephas Chimedza, Ibrahima Sidibe, Jonathan Wilmet Wissels Sint-Truiden: 81' Marc Wagemakers Sébastien Siani 90' Mario Cantaluppi Hervé Anselme Ndjana Onana                                            |
| | |       | | |
| Woensdag 5 mei 2010, 20:30 uur                                                                                     | Sint-Truiden                                                                                                  | 1 - 1 | AA Gent | |
| Stayen, Sint-Truiden Toeschouwers: 8.837 Scheidsrechter: Christophe Delacour Speeldag 9 Play-off I                 | Hervé Anselme Ndjana Onana 58' Sébastien Siani (pen.) 84' Vincent Euvrard 86' Wim Mennes 86' Wim Mennes 90+1' |       | 8' Adnan Čustović 10' Christophe Grondin 17' Roy Myrie 55' Tim Smolders 82' Tim Smolders 84' Mbaye Leye 87' Elimane Coulibaly 90+1' Yassine El Ghanassy | Opstelling Sint-Truiden: Simon Mignolet, Mario Cantaluppi, Vincent Euvrard, Ludovic Buysens, Denis Odoi, Wim Mennes, Peter Delorge, Sébastien Siani, Hervé Anselme Ndjana Onana, Ibrahima Sidibe, Jonathan Wilmet Wissels Sint-Truiden: 90' Jonathan Wilmet Yorick Antheunis                                                                                |
| | |       | | |
| Zaterdag 8 mei 2010, 20:00 uur                                                                                     | RSC Anderlecht                                                                                                | 2 - 1 | Sint-Truiden | |
| Constant Vanden Stockstadion, Anderlecht Toeschouwers: 22.839 Scheidsrechter: Paul Allaerts Speeldag 10 Play-off I | Jelle Van Damme 18' Thomas Chatelle 23' Jelle Van Damme 54' Matias Suarez 58'                                 |       | 28' Giel Deferm 72' (pen.) Mario Cantaluppi 84' Mario Cantaluppi                                                                                        | Opstelling Sint-Truiden: Simon Mignolet, Mario Cantaluppi, Vincent Euvrard, Ludovic Buysens, Denis Odoi, Peter Delorge, Jonathan Wilmet, Sébastien Siani, Giel Deferm, Hervé Anselme Ndjana Onana, Ibrahima Sidibe Wissels Sint-Truiden: 59' Hervé Anselme Ndjana Onana Yorick Antheunis 64' Peter Delorge Jeroen Appeltans 73' Denis Odoi Benji Commers    |

#### Resultaten per speeldag
| Speeldag  | 1  | 2  | 3  | 4  | 5  | 6  | 7  | 8  | 9  | 10 |
| --------- | -- | -- | -- | -- | -- | -- | -- | -- | -- | -- |
| Resultaat | g  | w  | w  | g  | g  | w  | v  | v  | g  | v  |
| Punten    | 22 | 25 | 28 | 29 | 30 | 33 | 33 | 33 | 34 | 34 |
| Positie   | 5  | 4  | 4  | 4  | 4  | 4  | 4  | 4  | 4  | 4  |

#### Eindstand
| Pl. | Club             | Gesp. | W | G | V | GV | GT | Ptn. | Europees voetbal                 |
| --- | ---------------- | ----- | - | - | - | -- | -- | ---- | -------------------------------- |
| 1   | RSC Anderlecht   | 10    | 7 | 3 | 0 | 24 | 9  | 59   | Derde voorronde Champions League |
| 2   | AA Gent          | 10    | 4 | 4 | 2 | 20 | 13 | 41   | Derde voorronde Champions League |
| 3   | Club Brugge      | 10    | 3 | 3 | 4 | 14 | 16 | 41   | Derde voorronde Europa League    |
| 4   | Sint-Truiden     | 10    | 3 | 4 | 3 | 9  | 10 | 34   | Barragewedstrijden Europa League |
| 5   | KV Kortrijk      | 10    | 3 | 1 | 6 | 9  | 13 | 33   |                                  |
| 6   | SV Zulte Waregem | 10    | 2 | 1 | 7 | 6  | 21 | 28   |                                  |

### Barragewedstrijden
| |                                                                              |       |                                                                                                 | |
| Donderdag 13 mei 2010, 20:30 uur                                                                   | KRC Genk                                                                     | 2 - 1 | Sint-Truiden                                                                                    | |
| Cristal Arena, Genk Toeschouwers: 22.183 Scheidsrechter: Jérôme Efong Nzolo Heenwedstrijd Barrages | Marvin Ogunjimi 21' Marvin Ogunjimi 21' Fabien Camus 61'                     |       | 27' Vincent Euvrard 33' Denis Odoi 42' Ibrahima Sidibe 54' Yorick Antheunis 69' Ibrahima Sidibe | Opstelling Sint-Truiden: Simon Mignolet, Marc Wagemakers, Vincent Euvrard, Ludovic Buysens, Denis Odoi, Wim Mennes, Peter Delorge, Jonathan Wilmet, Sébastien Siani, Yorick Antheunis, Ibrahima Sidibe Wissels Sint-Truiden: 67' Yorick Antheunis Hervé Anselme Ndjana Onana 88' Sébastien Siani Christophe Bertjens                              |
| |                                                                              |       |                                                                                                 | |
| Zondag 16 mei 2010, 20:30 uur                                                                      | Sint-Truiden                                                                 | 2 - 3 | KRC Genk                                                                                        | |
| Stayen, Sint-Truiden Toeschouwers: 8.500 Scheidsrechter: Johan Verbist Terugwedstrijd Barrages     | Ibrahima Sidibe (pen.) 7' Ludovic Buysens 35' Hervé Anselme Ndjana Onana 80' |       | 21' Marvin Ogunjimi 45' Elyaniv Barda 53' Marvin Ogunjimi 58' Thomas Buffel                     | Opstelling Sint-Truiden: Simon Mignolet, Mario Cantaluppi, Vincent Euvrard, Ludovic Buysens, Denis Odoi, Wim Mennes, Peter Delorge, Marc Wagemakers, Jonathan Wilmet, Yorick Antheunis, Ibrahima Sidibe Wissels Sint-Truiden: 46' Marc Wagemakers Sébastien Siani 67' Yorick Antheunis Hervé Anselme Ndjana Onana 81' Wim Mennes Jeroen Appeltans |

## Beker van België
| |                                          |       |                                                                    | |
| Woensdag 7 oktober 2009, 20:30 uur | Sint-Truiden                             | 1 - 0 | KV Woluwe-Zaventem                                                 | |
| Stayen, Sint-Truiden Toeschouwers: 2.000 Scheidsrechter: Alexandre Boucaut 5de ronde Beker van België 2009-10 Opmerking: door een fout tijdens de loting moest Sint-Truiden al één ronde vroeger starten dan de andere ploegen uit Eerste Klasse. | Ibrahima Sidibe 65' Peter Delorge 90+2'  |       | 55' Matthias Feys                                                  | Opstelling Sint-Truiden: Tom Muyters, Giel Deferm, Denis Odoi, Ludovic Buysens, Vincent Euvrard, Wim Mennes, Jeroen Appeltans, Jonathan Wilmet, Alex da Silva, Ibrahima Sidibe, Hervé Anselme Ndjana Onana Wissels Sint-Truiden: 58' Hervé Anselme Ndjana Onana Sébastien Siani 61' Jeroen Appeltans Peter Delorge 82' Alex da Silva Issame Charaï |
| |                                          |       |                                                                    | |
| Dinsdag 27 oktober 2009, 20:45 uur | Sint-Truiden                             | 0 - 1 | KRC Genk                                                           | |
| Stayen, Sint-Truiden Toeschouwers: 8.219 Scheidsrechter: Jérôme Efong Nzolo 1/16de finales Beker van België 2009-10 | Mario Cantaluppi 35' Vincent Euvrard 74' |       | 5' Marvin Ogunjimi 18' Tiago da Silva dos Santos 85' Dániel Tőzsér | Opstelling Sint-Truiden: Simon Mignolet, Mario Cantaluppi, Marc Wagemakers, Vincent Euvrard, Denis Odoi, Wim Mennes, Alex da Silva, Nils Schouterden, Ibrahima Sidibe, Jonathan Wilmet, Jeroen Appeltans Wissels Sint-Truiden: 46' Alex da Silva Issame Charaï                                                                                     |